# Conus geographus
Conus geographus (nomeada, em inglês, Geography Cone; na tradução para o português, "Conus geografia") é uma espécie de molusco gastrópode marinho predador do gênero Conus, pertencente à família Conidae. Foi classificada por Carolus Linnaeus em 1758, descrita em sua obra Systema Naturae; sendo nativa do Indo-Pacífico e muito popular por sua picada; considerada a mais temida das seis espécies de moluscos Conidae potencialmente perigosas ao homem, por apresentar uma glândula de veneno conectada a um mecanismo de disparo de sua rádula, em formato de arpão, dotada de neurotoxinas que podem levar ao óbito. Também é capaz de espalhar na água, ao redor, um tipo específico de insulina, com cadeias de moléculas proteicas mais curtas, causadoras de choque hipoglicêmico, inibindo os movimentos natatórios de suas presas.

## Descrição da concha
Conus geographus possui uma concha cônica, fina e leve, com uma espiral baixa e nodulosa em seu ângulo com a última volta, dotada de relevo exterior curvo, convexo, mais ou menos acentuado, dando-lhe um aspecto geral arredondado; com no máximo 13 centímetros de comprimento e de coloração geral creme, creme-rosada ou azulada, com marcações mais ou menos difusas, por toda a sua superfície, incluindo faixas visíveis, em castanho-avermelhado. Abertura levemente arredondada, com lábio externo fino e interior branco; mais alargada na segunda metade da concha, em direção a seu canal sifonal.

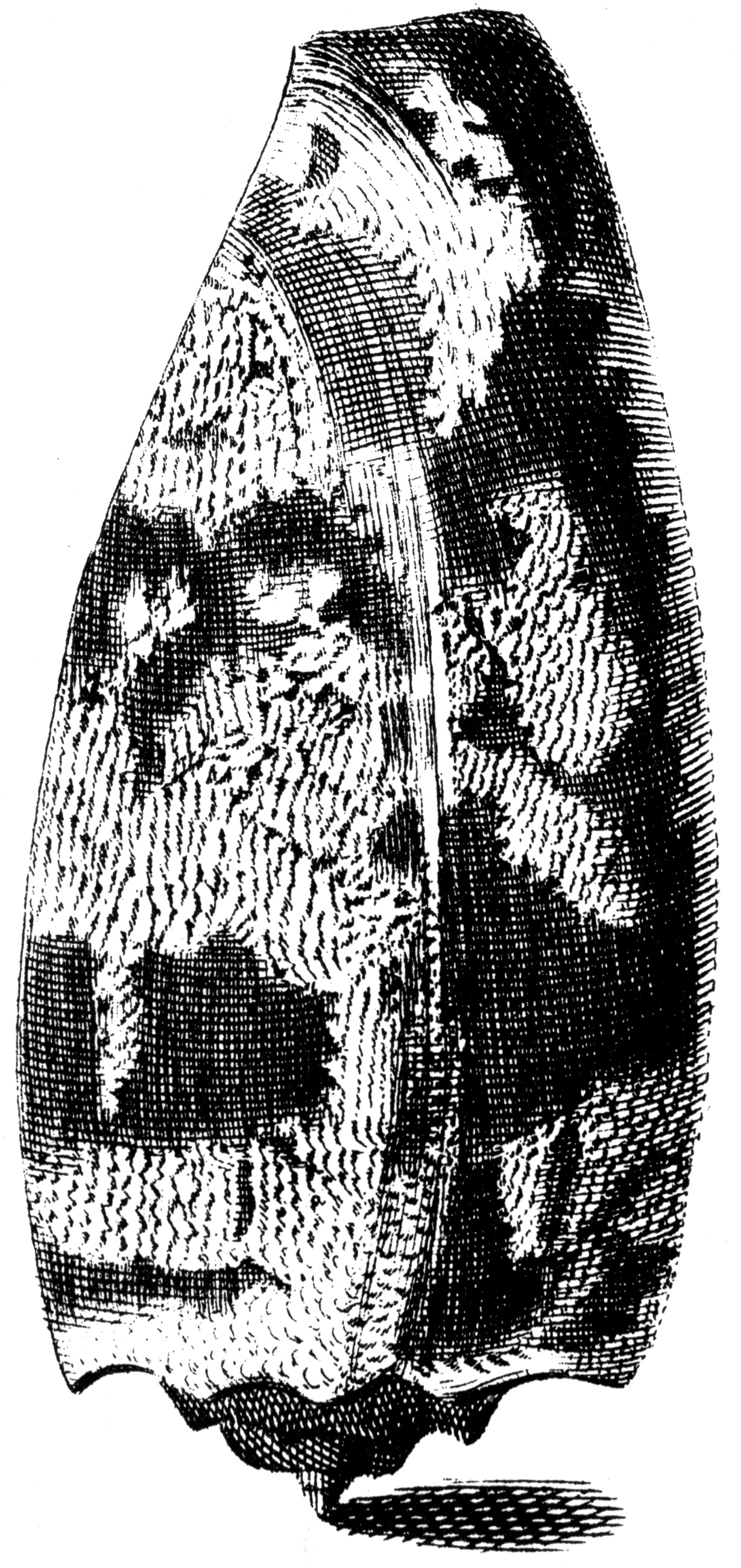
Ilustração de uma concha de C. geographus com sua protoconcha voltada para o solo; retirada da obra Index Testarum Conchyliorum (1742) de Niccolò Gualtieri.

## Habitat e distribuição geográfica
Esta espécie é encontrada espalhada no Indo-Pacífico e Pacífico Ocidental, no Japão (Ryūkyū) e Filipinas até Polinésia Francesa (lá tornando-se rara a muito rara, no arquipélago da Sociedade), Nova Caledônia, norte da Austrália Ocidental, território do Norte e Queensland (incluindo a Grande Barreira de Coral; Austrália), em direção à África Oriental (Chagos, Reunião, Madagáscar, Maurícia, Moçambique e Tanzânia) e Mar Vermelho, no oceano Índico, a pouca profundidade e em fundos arenosos e coralinos da zona entremarés à zona nerítica, entre os 5 a 20 metros, normalmente. É uma espécie carnívora, que se alimenta de peixes, imobilizando suas presas; se abrigando durante o dia e saindo para caçar à noite.